# 804 Іспанія
804 Іспанія (804 Hispania) — астероїд головного поясу, відкритий 20 березня 1915 року.
Тіссеранів параметр щодо Юпітера — 3,243.